# Micromelon nepouieana
Micromelon nepouieana är en snäckart som beskrevs av Alan Solem 1992. Micromelon nepouieana ingår i släktet Micromelon och familjen Camaenidae. Inga underarter finns listade i Catalogue of Life.